# Movimento Nazionale Repubblicano
Il Movimento Nazionale Repubblicano (Mouvement National Républicain, MNR), già Fronte Nazionale-Movimento Nazionale (Front national-Mouvement national) poi Movimento Nazionale (Mouvement national) è un partito politico francese, fondato nel 1999 da Bruno Mégret.

## Storia
Il MNR nacque da una costola del Fronte Nazionale: in seguito a dei dissidi interni, il presidente Jean-Marie Le Pen decise di espellere il suo braccio destro Bruno Mégret ed alcuni dei membri del partito, accusandoli di tradimento. Di conseguenza, Mégret si portò dietro un cospicuo numero di dissidenti, tra i quali  Philippe Olivier, marito della figlia di Le Pen, Marie-Caroline, con i quali costituì un nuovo partito.
Questa mossa contribuì a spaccare in due l'estrema destra francese, che continuò a condividere le stesse posizioni politiche ma le portò avanti in due modi molto differenti; il MNR puntava a raccogliere un consenso più ampio rispetto al FN e approdare al potere, ma l'operazione si rivelò fallimentare e a lungo andare sia il MNR che il FN ottennero uno scarso riscontro elettorale negli anni successivi. Alle europee del 1999 la lista di Mégret ottenne 578.774 voti e non riuscì ad ottenere alcun seggio al Parlamento europeo; alle presidenziali del 2002 raccolse il 2,3% dei voti; in occasione delle legislative dello stesso anno il MNR presentò 572 candidati ma nessuno di loro riuscì ad essere eletto; anche nelle regionali del 2004 il partito non ebbe successo e nessuno dei suoi candidati riuscì ad arrivare al 3% delle preferenze; infine alle europee del 2004 il partito ottenne solo lo 0,3% dei voti.
Gli insuccessi elettorali contribuirono a dividere ancora di più il MNR e nel 2005 vi fu una nuova scissione ad opera dell'allora segretario generale del partito Franck Timmermans, che lasciò il MNR per fondare un suo partito. Questa nuova entità era piuttosto vicina al FN e in effetti qualche anno dopo Timmermans prese parte alla campagna elettorale di Le Pen. Anche Mégret nel corso degli anni si riavvicinò al vecchio partito e alle presidenziali del 2007 non presentò un suo candidato, preferendo appoggiare la candidatura di Jean-Marie Le Pen insieme al Fronte Nazionale.
In vista delle elezioni legislative dello stesso anno Mégret avanzò la proposta di un'alleanza fra tutti i partiti di estrema destra, ma non ebbe una risposta positiva da parte del FN e del Movimento per la Francia, così ogni partito presentò i propri candidati. Il partito di Mégret comunque appoggiò alcuni dei candidati del FN nelle circoscrizioni in cui non erano presenti candidati del MNR.
I rapporti fra Le Pen e Mégret comunque non rimasero distesi per molto tempo; nel 2008 infatti Le Pen dichiarò che Mégret era stato aiutato illegalmente dall'UIMM, il sindacato dei metalmeccanici; a queste affermazioni il leader del MNR rispose di essere dubbioso sulla lucidità del suo vecchio alleato.
Nel maggio del 2008 il MNR subì una riorganizzazione dovuta al ritiro dalla scena politica di Bruno Mégret, e per la direzione del partito venne nominato un gruppo di persone fra cui Nicolas Bay e Annick Martin. Il MNR si avviò verso una coalizione con altri partiti minori della destra, come il Partito della Francia (anch'esso nato da una divisione del Fronte Nazionale di Le Pen). In occasione delle presidenziali del 2012 il MNR sostenne la candidatura di Carl Lang.
Durante la campagna presidenziale 2017, l'MNR ha chiesto una votazione al primo turno per il neogollista François Fillon, e al secondo per Marine Le Pen, ritenendo Macron, poi vincente, mondialista e libertario.